# Luke Kleintank
Luke Kleintank (Cincinnati, 18 mei 1990) is een Amerikaans acteur.

## Biografie
Kleintank werd geboren in Cincinnati, op tweejarige leeftijd verhuisde hij met zijn ouders naar Guadalajara (Mexico). Later groeide hij op in Stevensville (Maryland), en in 2009 verhuisde hij naar New York voor zijn acteercarrière.

## Filmografie

### Films
Uitgezonderd korte films.
- 2022: Sleep No More - als Beckett Emerson
- 2022: The Good Neighbor - als David
- 2019: Midway - als Clarence Dickinson
- 2019: The Goldfinch - als volwassen Platt Barbour
- 2015: Max - als Tyler Harne
- 2015: Sacrifice - als Hank
- 2014: Phantom Halo - als Beckett Emerson
- 2014: 1000 to 1: The Cory Weissman Story - als Brendan Trelease
- 2014: Haunted - als Nick Di Santo

### Televisieseries
Uitgezonderd eenmalige gastrollen.
- 2021-2024 FBI: International - als supervisor special agent Scott Forrester - 54 afl.
- 2015-2018 The Man in the High Castle - als Joe Blake - 26 afl.
- 2013-2015 Person of Interest - als Caleb Phipps - 3 afl.
- 2013-2014 Pretty Little Liars – als Travis – 9 afl.
- 2011-2014 Bones – als Finn Abernathy – 9 afl.
- 2013 CSI: Crime Scene Investigation – als Jake – 2 afl.
- 2010-2011 Gossip Girl – als Elliot Leichter – 7 afl.
- 2010-2011 The Young and the Restless – als Noah Newman – 17 afl.
- 2011 No Ordinary Family – als Chris Minor – 8 afl.
- 2010 Parenthood – als Howard – 2 afl.

- Gemeinsame Normdatei: 1167456122
- International Standard Name Identifier: 0000 0004 5297 6582
- Library of Congress Control Number: no2015161960
- Virtual International Authority File: 15145003643161340123
- WorldCat: E39PBJtxdJFGtgq4PWbWf8jgrq